# جيمس آرثر بريسكوت
جيمس آرثر بريسكوت (بالإنجليزية: James Arthur Prescott)‏ هو عالم زراعة أسترالي، ولد في 7 أكتوبر 1890، وتوفي في 6 فبراير 1987.